# カーサ・プレセイ・リベレ
カーサ・プレセイ・リベレ (ルーマニア語: Casa Presei Libere) または報道の自由の館は、ルーマニア、ブカレスト北部にある高層建築物である。1956年から2007年までの間、市内で最も高かった。

## 歴史
カーサ・プレセイ・リベレの建つ場所にはもともと、1905年に建設された競馬場が存在していた。しかし、1950年には、カーサ・プレセイ・リベレの翼を建設するためにトラックの3分の1が取り壊され、1960年にゲオルゲ・ゲオルギュ＝デジが下した決定により競馬場は閉鎖、完全に解体された。
建物の建設は1952年に始まり、1956年に完成した。建物内にルーマニア共産党の機関誌の『スクンテイア』が置かれたことから、当初の名称は「カーサ・スクンテイ複合ビル (Complexul Casa Scânteii)」で、後に「カーサ・スクンテイ (Casa Scînteii)」となっている。設計は建築家のホリア・マイクによるもので、モスクワ大学本館に似たデザインである。建物には、当時のブカレストにあったすべての新聞社、ニュース編集室が入っていた。
底部の大きさは280x260mで、全部で32,000㎡の広さがある。また、容積は735,000㎥である。高さは91.6mで、この上に立つ12.4mのテレビアンテナを合わせると、104mになる。
1952年から1966年にかけて、カーサ・スクンテイは100ルーマニア・レウ札の裏面に描かれた。
1960年4月21日、ルーマニア人彫刻家のボリス・カラゲアが、建物の前にヴラジミール・レーニンの銅像を制作した。しかし、ルーマニア革命後の1990年3月3日、この像は撤去されている。像が立っていた場所には、2016年5月30日、反共産主義の戦いの記念碑「翼」がつくられた。
現在は、「カーサ・プレセイ・リベレ（報道の自由の館）」に改称されているが、多くの新聞社の本社を収容しているという役割は変わっていない。かつて、ブカレスト証券取引所 (Bursa de Valori București, BVB) が南翼にあった。

## ギャラリー

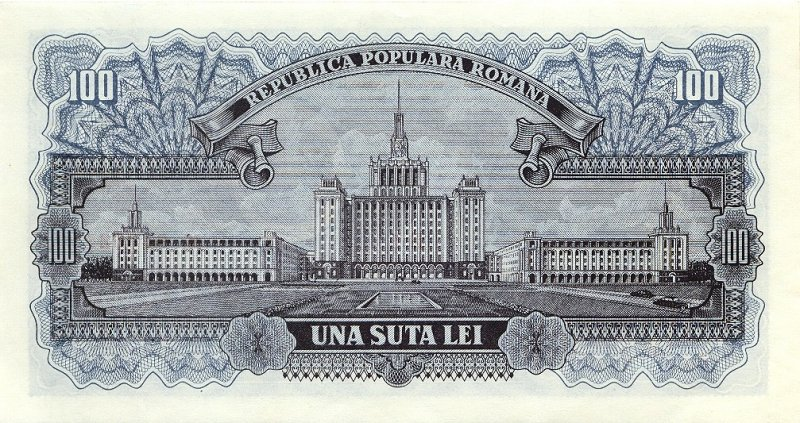
1952年、100レウ札の裏面に描かれたカーサ・スクンテイ